# Wahlen zur Territorialversammlung in Niger 1952
Die Wahlen zur Territorialversammlung in Niger 1952 fanden am 30. März 1952 statt.

## Hintergrund
Im französischen Überseegebiet Niger war bei den Wahlen zum Generalrat 1946/1947 erstmals ein Parlament mit dreißig Mitgliedern gewählt worden. Durch ein Gesetz vom 6. Februar 1952 wurde der Generalrat in eine Territorialversammlung mit fünfzig Mitgliedern umgewandelt, die neu gewählt werden sollten. Wie schon 1946/1947 waren nur französische Staatsbürger wahlberechtigt. Diese wurden in zwei Kollegien eingeteilt. Das erste Kollegium waren die citoyens de statut civil de droit, bei denen es sich de facto um Staatsbürger aus Metropolitan-Frankreich handelte. Diese konnten 15 Räte in die Territorialversammlung wählen. Die übrigen französischen Unionsbürger in Niger, die citoyens de statut local, bildeten das zweite Kollegium. Sie konnten 35 Räte in die Territorialversammlung wählen. Während bei den Wahlen 1946/1947 politische Parteien noch keine Rolle gespielt hatten, standen einander nun die Nigrische Fortschrittspartei (PPN-RDA) und die Union unabhängiger Nigrer und Sympathisanten (UNIS) als Konkurrenten gegenüber. Die UNIS war 1948 auf Betreiben von Jean Toby, des damaligen Gouverneurs Frankreichs in Niger, gegründet worden. Sie galt als weit verlässlicher, die Interessen Frankreichs in seinem Überseegebiet zu wahren, als der linksgerichtete PPN-RDA. Die UNIS hatte dem PPN-RDA bereits am 17. Juni 1951 eine empfindliche Wahlschlappe zugefügt, als sie beide Sitze gewann, die Niger in der Nationalversammlung Frankreichs zustanden.

## Ergebnisse
Die Wahlen fanden am 30. März 1952 statt. Die Wahlbeteiligung betrug 52 %.
| Partei                                              | Sitze |
| --------------------------------------------------- | ----- |
| Union unabhängiger Nigrer und Sympathisanten (UNIS) | 50    |
| Gesamt                                              | 50    |

## Folgen
Fernand Balay wurde zum Parlamentspräsidenten der Territorialversammlung gewählt. In diesem Amt folgte ihm am 4. Dezember 1953 Malick N’Diaye nach. Die UNIS verlor während der folgenden Jahre durch parteiinterne Krisen an Bedeutung und löste sich kurz vor den Wahlen zur Territorialversammlung 1957 selbst auf.